# Фастовец, Авиард Гаврилович
Авиард Гаврилович Фастовец (5 июля 1937 — 5 сентября 1991) — советский лётчик-испытатель, Герой Советского Союза.

## Биография
Родился 5 июля 1937 года в городе Ковров Ивановской (ныне — Владимирской) области, в семье военного лётчика. Его отец Гавриил Евстафьевич Фастовец происходил из семьи украинских переселенцев в Сибирь, воевал, имел награды. 
В 1954 году окончил спецшколу ВВС (Иваново). В Военно-воздушных силах СССР с июня 1954 года. В 1955 году окончил 26-ю военную авиационную школу первоначального обучения лётчиков (Актюбинск), а в 1957 году — Качинское высшее военное авиационное училище лётчиков (Волгоград). В 1957—1965 годах преподавал в этом училище, лётчик-инструктор.
После увольнения в запас в 1965 году майор Фастовец поступил в Школу лётчиков-испытателей, которую окончил в 1967 году.
С 1967 по 1987 год — лётчик-испытатель ОКБ А. И. Микояна.

Поднял в небо и провёл испытания сверхзвуковых боевых самолётов МиГ-23МЛ (1975), МиГ-29УБ (1981), МиГ-31Д (1987). 21 августа 1982 года впервые в стране на самолёте МиГ-29ЛЛ произвёл взлёт с трамплина. Участвовал в испытаниях самолётов МиГ-21, МиГ-23, МиГ-25, МиГ-27, МиГ-29, МиГ-31 и их модификаций. Катапультировался из разрушающегося истребителя МиГ-23.

В октябре 1976 года выполнил первый полёт и провёл испытания экспериментального самолёта МиГ-105.11 (дозвукового аналога орбитального самолёта) в проекте «Спираль».
После ухода с лётной работы продолжал трудиться в ОКБ имени А. И. Микояна инженером по системам посадки на палубу корабля.
Умер 5 сентября 1991 года в Москве. Похоронен на Даниловском кладбище (6 уч.).

## Награды и звания
- Герой Советского Союза - за мужество и героизм, проявленные при испытании новой авиационной техники (указ Президиума Верховного Совета СССР от 9 сентября 1976 года медаль «Золотая Звезда» № 11277)
- Награждён орденами Ленина (1976), Октябрьской Революции (1974), «Знак Почёта» (1971), медалями
- Заслуженный лётчик-испытатель СССР (1982)

## Память
На родине А. Г. Фастовца в городе Коврове на Аллее Героев установлен обелиск.
Его именем названа одна из улиц города.